# Cinema do Canadá

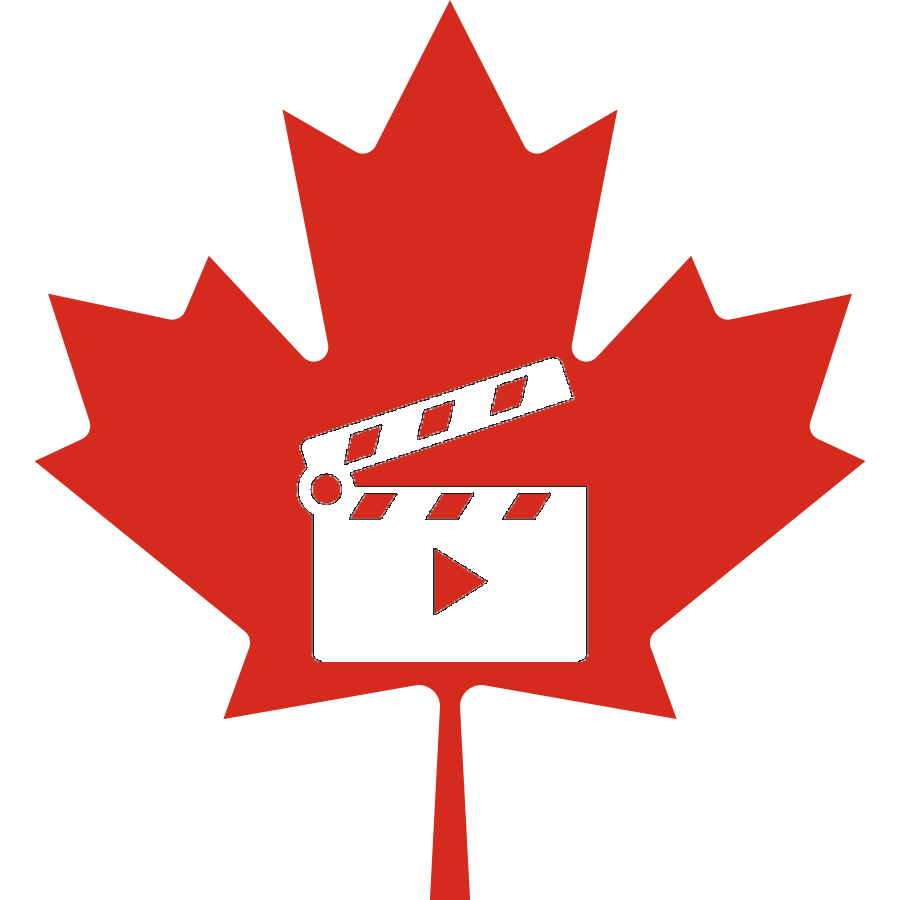
Cinema do Canada

O Cinema do Canadá é um conjunto de manifestações cinematográficas desenvolvidas por canadenses. Desde o início, o cinema canadense encontrou grande dificuldade para definir-se, não só por causa da divisão da população em dois grupos distintos, mas principalmente porque firmas norte-americanas logo obtiveram o controle da distribuição e da exibição no país, passando a tratá-Io como parte integrante do próprio mercado cinematográfico dos Estados Unidos. Até bem recentemente, no cinema como no teatro, os canadenses só chegavam a alcançar renome mundial (Mary Pickford, Mack Sennett, Walter Huston e outros) através da Broadway e de Hollywood.
Projeções cinematográficas foram realizadas em território canadense a partir de 1897, mas data de 1906 a inauguração dos primeiros cinemas propriamente ditos, em Toronto e depois em outras cidades. Já nessa época, o Canadá atraía a atenção de cinegrafistas estrangeiros, interessados em suas belezas naturais; e, em 1900, a ferrovia Canadian Pacific fez vir da Inglaterra uma equipe comandada por Guy Bradford, que durante dois anos fotografou uma série intitulada Living Canada (O Canadá vivo), destinada a encorajar a imigração britânica para o enorme país.

## Cinema mudo
Durante a época do cinema mudo, muitas foram as produções norte-americanas parcial ou totalmente filmadas no Canadá. Em 1913, a Canadian Bioscope Company produzia Evangeline (1913), primeiro longa-metragem autenticamente canadense, encenado por E. P. Sullivan e W. H. Cavanaugh na própria Acádia descrita no poema de Longfellow. Em 1917, inaugurava-se em Trenton o primeiro estúdio. Das produções relativamente numerosas realizadas entre 1919 e 1923, destacam-se os filmes de Ernest Shipman, que em The Sky pilot (1919; O Piloto do céu), The Foreigner (1921), etc., recorreu a romances populares de Ralph Conner; e, em Back to God's country (1919; De volta à terra de Deus), ao prolífico James Oliver Curwood, autor de inúmeros filmes de Hollywood feitos no Canadá ou no Alaska.
Em 1925, o franco-canadense Paul Cazeneuve dirigiu Why get married. (Por que casar?), com Andrée Lafayette, que faria carreira em Hollywood. Em 1927, após comprar o estúdio de Trenton, a Canadian Internacional Films, companhia criada pelo inglês W. F. Clarke, entregou a Bruce Bairnsfather a realização do mais caro filme canadense, Carry on, sergeant (Prossiga, sargento), baseado num episódio da Primeira Guerra Mundial. Tendo custado meio milhão de dólares, o filme foi um completo fracasso, especialmente por ser lançado quando o som começava a dominar.

## Cinema falado
Ainda em 1927, formava-se em Montreal a Associated Screenews, para a produção de jornaia série Canadian cameos (Camafeus canadenses), com uma plasticidade até então desconhecida no cinema do Canadá. Em 1943, Budge Crawley iniciou uma produção de documentários que prossegue até hoje.
Na década de 1930, praticamente nenhum filme canadense de longa-metragem foi produzido. Mas Hollywood continuou a utilizar os cenários naturais canadenses, notadamente em aventuras da Polícia Montada. Em 1938, a Columbia Pictures de Hollywood produziu uma série de 14 filmes de baixo orçamento em Victoria. Em 1939, porém, foi criado o National Film Board/Ofiice National du Film (Instituto Nacional do Filme), cuja organização coube a John Grierson, o grande mentor do documentário brilànico; com a adesão de outro escocês, Norman McLaren (Stiriing 1914-), o N.F.B. passou a render cada vez mais, nos terrenos do documentário e da animação, a partir de 1941.
Em 1944, fundavam-se duas companhias que produziriam a maioria dos 15 filmes canadenses de longa-metragem lançados entre 1945
e 1955: a Québec Productions e a Renaissance Films. A Québec fez vir dois cineastas de origem russa e larga experiência: Phil Rosen (Marienburg 1888-Hollywood 1951), artesão do cinema norte-americano, fez apenas Sins of fathers (Pecados dos pais), sobre o problema da educação sexual; Fedor Ozep (Moscou 1895-Ottawa 1949), com boa reputação internacional, realizou Le Pére Chopin (1943; O Pai Chopin) e, finalmente, uma tentativa de produção em duas línguas (dois filmes, com a mesma história e elencos diferentes), La Forteresse (1946; A Fortaleza) e Whispering city (1947; A Cidade sussurrante).

## A nova geração
Na década de 1950, surge uma nova geração de críticos e cineastas, primeiro em cineclubes e revistas especializadas, em seguida em experiências de curta metragem. Em 1956, o N.F.B. passa a funcionar em Montreal, dando ênfase à produção em língua francesa. Em 1963, o N.F.B. participa pela primeira vez de dois filmes de longa metragem, um em inglês, The Drylanders (Os Homens da terra seca), de Peter Jones, e um em francês, Pour la suite du monde (Para que o mundo continue), dirigido por dois dos principais responsáveis pelo novo cinema canadense: Michel Brault (Montreal 1928-) e Pierre Perrault (Montreal 1927-).

## Afirmação do cinema canadense
Antes conhecido somente pelos documentários do N.F.B. e as experiências de animação de McLaren e seus pupilos (Pierre Hébert, Grant Munro, Gerald Pollerton e outros), o cinema canadense afirmou-se nacional e internacionalmente na década de 1960. A partir de 1968, estabeleceu-se a Canadian Film Development Corporation (Companhia de Fomento do Filme Canadense), que em seus primeiros três anos considerou 238 projetos (168 em inglês, 70 em francês), terminando por aprovar 104(64/40). Hoje, ao lado dos filmes produzidos (ou co-produzidos) pelo N.F.B., há uma sensível melhoria na produção de empresas particulares, como a veterana Crawley de Ottawa, a Chetwyn e a Wesuninster de Toronto, a Canawest de Vancouver, a Chinook de Calgary, etc.
Depois do ímpeto inicial dado por Brault e Perrault em 1962, muitos outros cineastas — quase todos saídos dos documentários de curta e média metragem - passaram aos filmes longos: em 1963, Claude Jutra (Montreal 1930-) com A tout prendre (lançado no Brasil como Pensando bem); em 1964, Gilles Groulx (Saint-Henri, Montreal 1931-) com Le Chat dans le Sal: (O Gato no saco) e Don Owen (Toronto 1933-) com Nobody waved good-bye (Ninguém deu adeus); em 1965, Gilles Carle (Maniwaki 1929-) com La Vie heureuse de Léopold Z (A Vida feliz de Léopold Z) e Jean-Pierre Lefêbvre (Montreal 1941-) com uma produção em 16mm, Le Révolulionnaire (O Revolucionário); em 1966, Jacques Godboul (Montreal 1933-) com Yul 871 e Arthur Lamothe (Saint-Mont, Gers, França 1928-) com Poussiére sur Ia ville (Poeira sobre a cidade).
Vieram em seguida Eric Till (Inglaterra 1929-), com A Great big thing (1967; Uma Coisa muito grande); Paul Almond (Montreal 1931-), com Isabel; Donald Shebib (Vancouver 1945-), com Going down the road (1970; Descendo pela estrada). No documentário, ao lado do trabalho consislente de Colin Low (Cardston 1925-), há a deslacar a obra de Allan King (Vancouver 1930-) e do alemão Wolf Koenig (Dresden 1927).
King levou o chamado cinema-verdade às últimas consequências em Warrendale (1967), libelo contra os hospicios, Married couple (Casal casado) e Youth film (Filme da juventude). Em colaboração com Roman Kroitor (Yorkrown 1927-), Koenig realizou em Lonely boy (1962; Rapaz solitário), uma notável biografia do cantor e compositor popular Paul Anka.
Nem todos os longa-metragens de estreia foram inteiramenle bem sucedidos, mas os talentos de seus realizadores tiveram confirmação em obras subsequentes: Paul Almond, com The Act of the hearth/Acte du coeur (O Ato do coração); Michel Brault, com Entre la mer et l'eau douce (Entre o mar e a água doce); Gilles Carle, com Les Máles (Os Machos); Claude Jutra, com Mon onele Antoine (Meu tio Antoine); Arthur Lamothe, com Adieu, Philippines; Don Owen, com The Emie game (O Golpe de Emie), etc.
Em 1969, o Canadá tinha 1.428 cinemas, com uma frequência de mais de 90 milhões de espectadores anuais. Além disso, o país possui mais uns dois mil locais de exibição em cineclubes, universidades, etc., quase todos com equipamento próprio.